# Wladimir Bechterew
Wladimir Bechterew (Wladimir Mikhailovitch Bechterew) (20 de janeiro de 1857 — 24 de dezembro de 1927) foi um neurologista russo. Devido ao seu grande prestígio como psicólogo, foi consultado por grandes figuras históricas como Josef Stalin. Há muito mistério em torno da morte de Bekhterev. É sabido que Bekhterev morreu em 1927, mas existem controvérsias em torno de sua morte. Bekhterev foi co-fundador do Primeiro Congresso de Neurologistas e Psiquiatria de toda a Rússia, realizado em dezembro de 1927 em Moscou, e foi nomeado presidente honorário do Congresso. Em 23 de dezembro de 1927, depois de dar uma palestra sobre neurologia infantil no Congresso, Bekhterev foi ao Kremlin para examinar Joseph Stalin. Cerca de 3 horas depois, ele voltou ao Congresso para uma reunião e disse a alguns colegas lá: "Acabo de examinar um paranóico com uma mão curta e seca." No dia seguinte, Bekhterev morreu repentinamente, causando especulações de que ele foi envenenado por Stalin como vingança pelo diagnóstico.

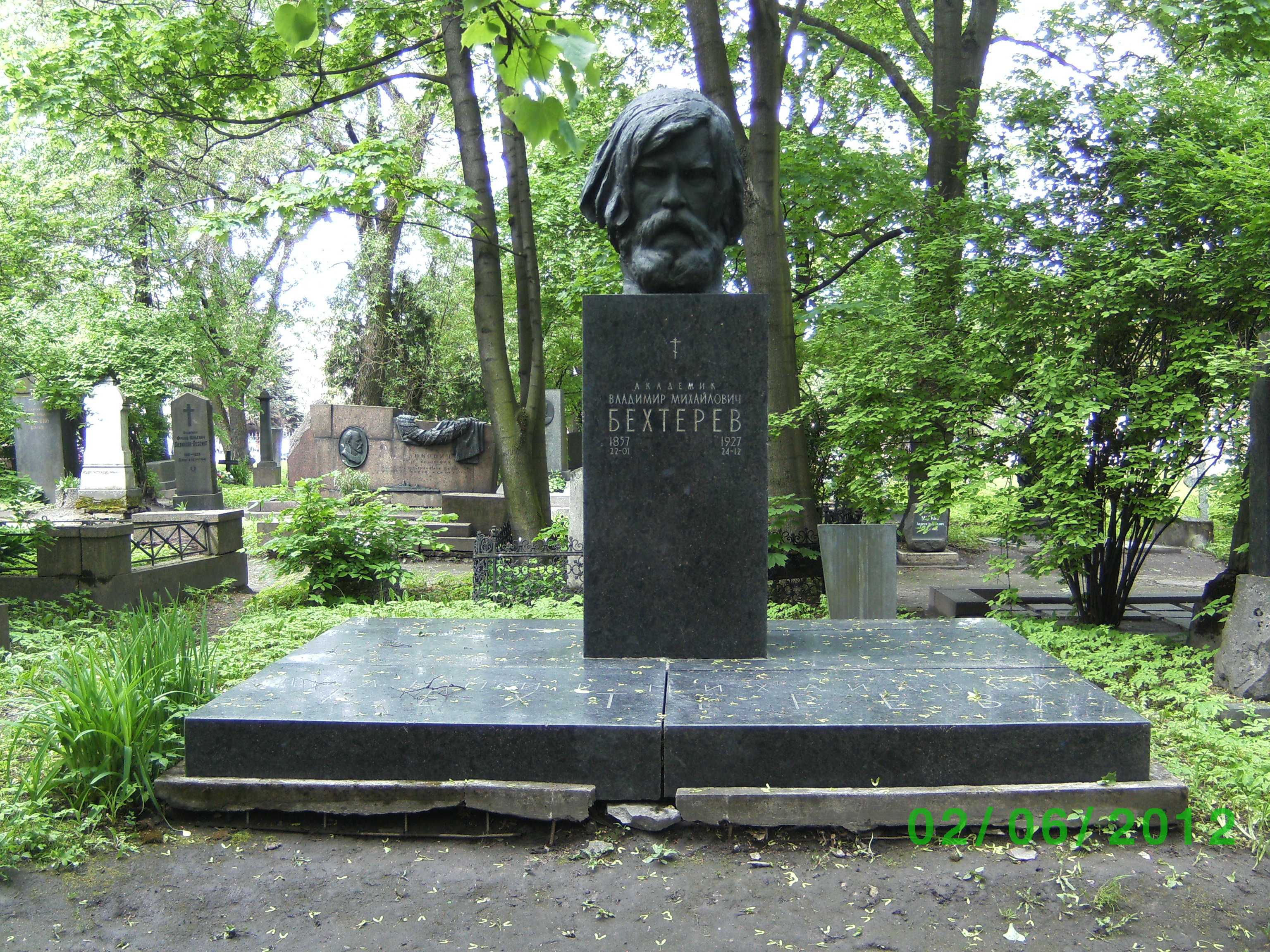
Sepultura no Cemitério de Volkovo

Está sepultado no Cemitério de Volkovo de São Petersburgo.
Como psicólogo objetivo e contra o mentalismo, Bekhterev concentrava sua pesquisa sobre condicionamento na resposta motora condicionada (dos músculos). Assim, o psicólogo descobriu também sobre os reflexos associados. Ele também analisou "comportamentos superiores", nos quais esses eram um composto de reflexos motores de nível inferior.

## Rivalidade com Ivan Pavlov
Ivan Pavlov e Bekhterev desenvolveram independentemente uma teoria dos reflexos condicionados que descreve respostas automáticas ao ambiente. O que Bekhterev chamou de reflexo de associação é chamado de reflexo condicionado por Pavlov, embora as duas teorias sejam essencialmente as mesmas. John Watson incluiu a pesquisa sobre salivação concluída por Pavlov,  à famosa teoria do Behaviorismo de Watson, tornando Pavlov um nome familiar. Enquanto Watson usou a pesquisa de Pavlov para apoiar suas afirmações Behaviorista, uma inspeção mais detalhada mostra que, na verdade, os ensinamentos de Watson são melhor apoiados pela pesquisa de Bekhterev.

Bekhterev estava familiarizado com o trabalho de Pavlov e fez várias críticas. De acordo com Bekhterev, uma das principais falhas de pesquisa de Pavlov incluía o uso de um método de saliva. Ele encontrou falhas neste método porque não podia ser usado facilmente em humanos. Em contraste, o método de Bekhterev de estudar esse reflexo de associação (condicionado) usando estimulação elétrica leve para examinar os reflexos motores foi capaz de demonstrar a existência desse reflexo em humanos. Bekhterev também questionou o uso de ácido para estimular a saliva dos animais. Ele sentiu que essa prática pode contaminar os resultados do experimento. Finalmente, Bekhterev criticou o método de Pavlov, afirmando que o reflexo secretor não é importante e não é confiável. Se o animal não está com fome, a comida pode não provocar a resposta desejada, agindo como evidência da falta de confiabilidade do método. Pavlov, no entanto, não deixou de criticar Bekhterev, afirmando que o laboratório de Bekhterev era mal controlado. 